# Xenocytaea stanislawi
Xenocytaea stanislawi là một loài nhện trong họ Salticidae.
Loài này thuộc chi Xenocytaea. Xenocytaea stanislawi được Patoleta miêu tả năm 2011.